# Boïns
Els boïns (Boinae) són una  subfamília de serps de la família Boidae pròpies d'Amèrica, Àfrica i el Sud-est asiàtic.

## Distribució geogràfica
Els boïns estan distribuïts per l'Amèrica Central, Amèrica del Sud, Àfrica, Madagascar, Reunió, Maurici, Moluques i Nova Guinea.

## Gèneres
Els boïns inclouen 33 espècies repartides en 6 gèneres actuals i un d'extintː
- Boa
- Candoia
- Chilabothrus
- Corallus
- Epicrates
- Eunectes
- Titanoboa †